# Черкесия

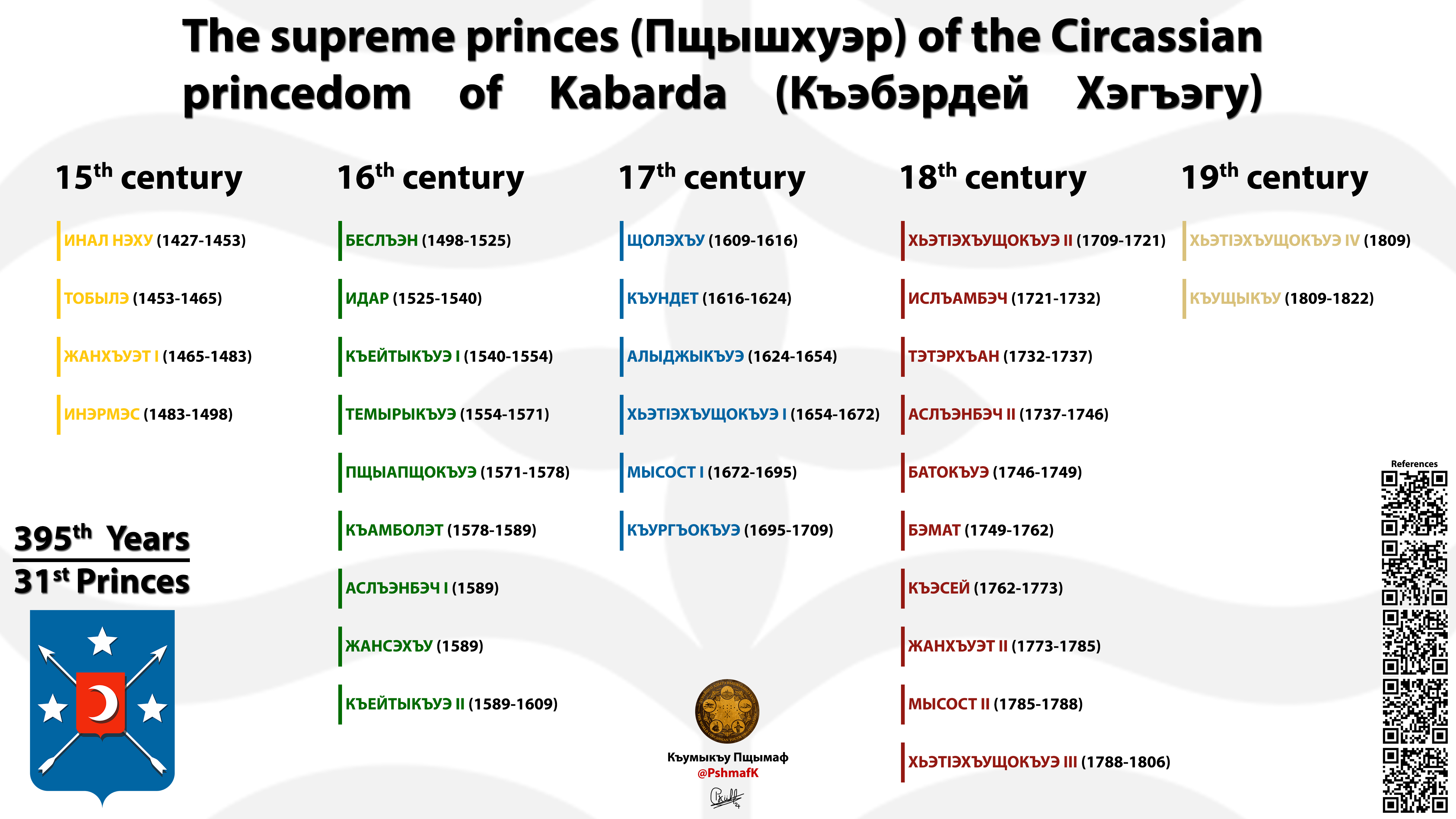
Князья Кабарды

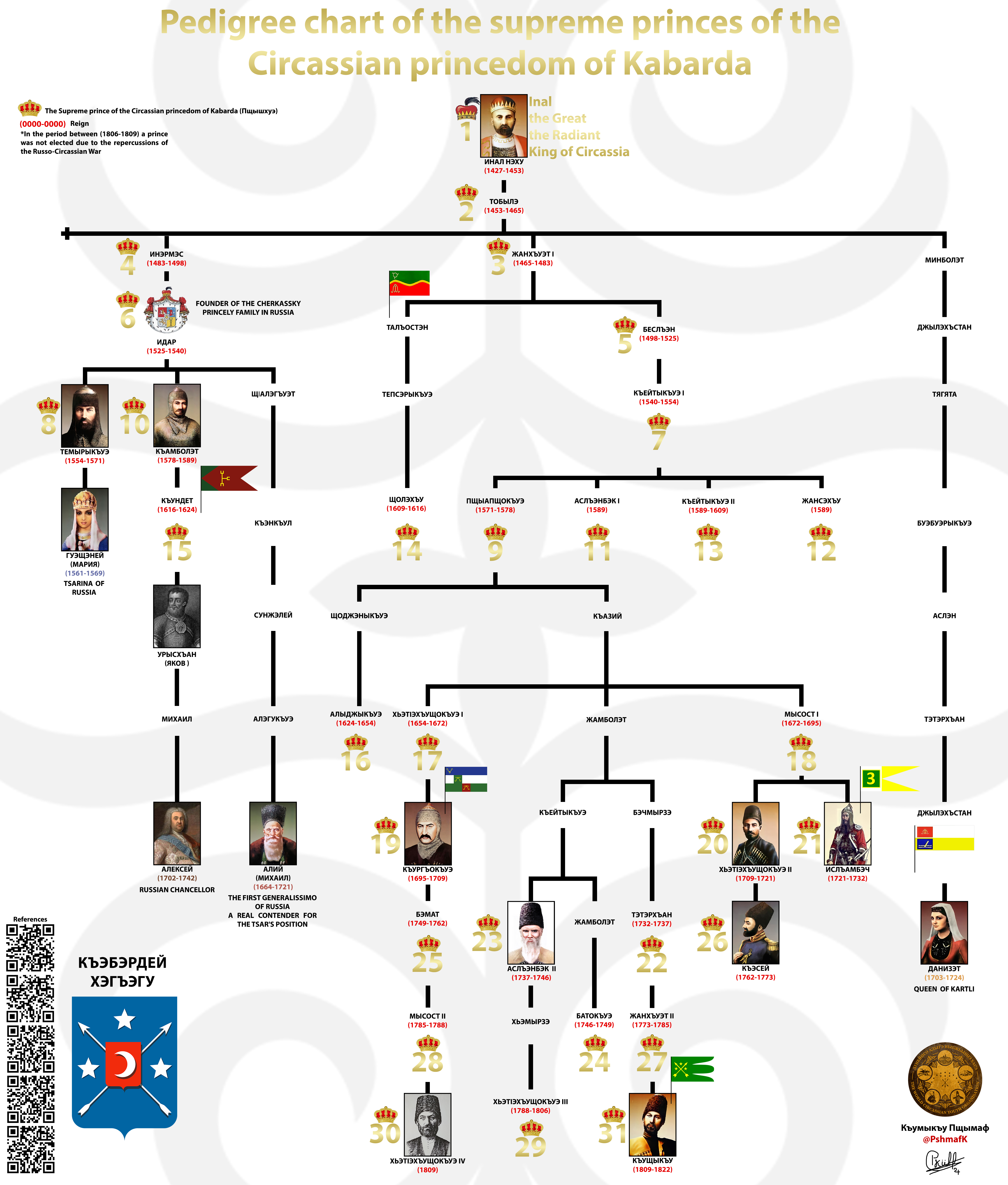
Князья Восточной Черкесии

Черке́сия (адыг. Ады́гэ Хэ́ку) — историческая область на юге современной России. Территория исторического проживания черкесов (адыгов), те или иные области которой в разное время именовалась различными макротопонимами в соответствии с экзонимами и эндонимами населявшего её народа — Касогия, Зихия, Папагия и другие. При этом подчас какой-либо макротопоним обозначал не только территорию проживания того или иного народа, но переносился (в основном, иностранцами) на всю территорию, населённую племенами адыгов. После Кавказских войн 19-го века территория исторической Черкесии ныне находится в пределах различных единиц административно-территориального деления России:
Краснодарского края, Ставропольского края, Адыгеи, Карачаево-Черкесии, Кабардино-Балкарии, Сев. Осетии, и частично Ингушетии и Чечни (равнинные части). До 16 века черкесское княжество Идарей выходило на Каспийское море по устью р. Терек.
Черкесское население сохранилось в Адыгее, Карачаево-Черкесии, Кабардино-Балкарии, частично - в Краснодарском и Ставропольском краях. Большая часть черкесов ныне проживает в Турции (около 90% всего черкесского населения).

## Общие сведения
Наиболее подробное описание средневековой Черкесии сделал архиепископ Султании Иоанн де Галонифонтибус в 1404 году в своей «Книге познания мира» (1404). Из его писания следует, что на рубеже XIV и XV веков Черкесия расширила свои пределы на север до устья Дона, и он отмечает, что «город и порт Тана находится в этой же стране в Верхней Черкесии, на реке Дон, которая отделяет Европу от Азии». В своих комментариях к книге Галонифонтибуса З. М. Буниятов отмечает, что в этом предложении в оригинале (рукописи) говорится о Зихии (Sicia) — Sychia у Юлиана и Ziquia у Рубрука. Глава IX «Книги познания мира» посвящена Черкесии. В первом же предложении сам Галонифонтибус подчеркивает, что у этой страны два названия: Зикия и Черкесия (в рукописи Ziquia sive Tarquasia): «Страна называемая Зикией или Черкесией расположена у подножья гор, на побережье Чёрного моря».
В 1625 году Джиованни да Лукка, миссионер-доминиканец, детально описывает границы Черкесии: «От гор, которые ими называются Варадскими, до Кудесчио, первой из деревень, лежащей в стране черкесов вдоль приморского берега, считают 300 миль. Впрочем, все это пространство, хотя очень плодородное, не населено. От Кудесчио до Абхазии считается 140 миль. Народ, живущий на этих горах, называет себя христианами, подобно жителям лесов, растущих на равнинах. Они повинуются особенным князьям».
В XVIII веке Черкесия располагалась на исторической территории проживания адыгов (черкесов) и родственных абазин, а именно в горах, предгорьях и степях северо-западного и центрального Кавказа, то есть занимала нынешнюю республику Адыгея, часть территории современных Ставропольского (юг) и Краснодарского (центр и юг) краёв. К середине XIX века представляла собой конфедерацию племенных княжеств (Кабарда, Джиляхстаней (Малая Кабарда), Темиргой, Бжедугия, Натухай, Убыхия, Махош, Егерухай, Хатукай, Бесленей, абазинские княжества) и земель свободных общинников (Абадзехия, Мамхег, Шапсугия). В средние века — по побережью Азовского и Чёрного морей южнее реки Дон до реки Бзыбь, включая находящуюся в её устье Пицунду, к югу по Главному Кавказскому хребту и на востоке до Каспийского моря (к северу от устья р. Сулак). Земли к северу от Кубани к концу XVI века заняли ногайцы (до 1783 года), так называемые Малые Ногаи, или Казыева Орда, которые слабо контролировались черкесскими князьями.

## Правители
В первой четверти XI века народами Черкесии (или её частью) управлял известный касожский (черкесский) Редедя|"Кубанский"}}.
Благодаря античному историку и географу Арриану, нам известно имя одного из царей зихов (во втором веке), так как он сообщил:
Рисмаг был царём абазгов, …Спадаг — царем санигов… и Стахемфак — царем зихов.
Конец 1237 года или начало 1238 года — в персидских хрониках историк Рашид ад-Дин указал, что черкесский царь Тукар (Букар, Букан ?) погиб в битве с монголами.
Черкесский предводитель Тукбаш, побежден около 1239 года.
1255 год — в своей книге «Путешествие в Восточные страны» фламандский монах-францисканец и путешественник Гийоме де Рубрук записал:
К югу у нас были величайшие горы (Кавказ), на которых живут по бокам, в направлении к пустыне, черкисы (Cherkis) и аланы, или асы, которые исповедуют христианскую веру и все ещё борются против татар.
1333 год — в своём письме, папа Иоанна XXII, адресовано царю Зихии Верзахту, римский (авиньонский) понтифик благодарит его за помощь в деле внедрения христианской веры среди своего населения. Властный статус Верзахта был настолько высок, что по его примеру остальные князья Зихии приняли католичество.
1471 год — сохранился договор, заключённый между правителем Зихии и правителем Кафы, упоминающий имя ещё одного правителя зихов — Петрезока («Petrezok, the paramount lord of Zichia»). Договор предусматривал поставку из Зихии хлеба.

## Готы в Зихии (Черкесии)
Пока единственным свидетельством того, что в конце IV века н. э. имело место готское проникновению в Зихию, является перипл Псевдо-Арриана.

### Города
Крупнейшим городом, вероятно, было поселение Зихо́поль, о котором сообщает «География» Страбона:
… недалеко от Гермонассы находятся Трапезунт и затем Колхида. Здесь где-то находится одно поселение под названием Зигополь.
Вторым известным древним городом зихов является Никопсия.

## Более поздние сообщения
Византийская хроника сообщала :
Зима 763/764 гг. люта бысть. С начала октября сделался великий холод не только в нашей земле (Византии), но и на востоке, севере, западе, так что северная часть Понтийского моря (Черного) на 100 миль от берега превратилась в камень. И то же было от Зикхии до Дуная, от Куфиса-реки (Кубани) до Днестра и Днепра, от всех прочих берегов — до Мидии (Курдистана). Когда же снег выпал на столь толстый лед, то толщина его увеличилась ещё, и море приняло вид суши. И ходили по нему, как посуху, из Крыма во Фракию (Юго-Восточную Болгарию) и из Константинополя в Скутари (азиатская часть Босфора).
В 957 году Константин Багрянородный, византийский император записал —
За Таматархой (Тамани), в 18 или 20 милях, есть река по названию Укрух, разделяющая Зихию и Таматарху, а от Укруха до реки Никопсис (р. Нечепсухо, близ Джубги), на которой находится крепость, одноименная реке, простирается страна Зихия. Её протяженность 300 миль. Выше Зихии лежит страна, именуемая Папагия, выше страны Папагии — страна по названию Касахия(Казакия), выше Касахии находятся Кавказские горы (Кавказский хребет), а выше этих гор — страна Алания. Вдоль побережья Зихии [в море] имеются островки, один крупный островок и три [малых], ближе их к берегу есть и другие, используемые зихами под пастбища и застроенные ими,— это Турганирх, Царваганин и другой островок. В бухте Спатала находится ещё один островок, а в Птелеях — другой, на котором во время набегов аланов зихи находят убежище. Побережье от пределов Зихии, то есть от реки Никопсиса, составляет страну Авасгию (Абхазия) — вплоть до крепости Сотириуполя. Она простирается на 300 миль.
- 1245 год — Черкасы были названы Рашид ад-Дином среди народов, которые Чингисхан предназначил для владений Джучи (в одном ряду с урусами и асами)[19](в § 262 и 270 «Сокровенного сказания» они названы серкесутами); о них говорится в булле Иннокентия IV 1245 года[20].
- 1230 год (ориентировочная дата) — Сихия — так произносили и записывали Зихию венгерские миссионеры[21].
- 1404 год — Черкесия — так называется отдельная глава «Книги познания мира» («Libellus de notitia orbis»), которую Иоанн де Галонифонтибус написал на испорченной латыни.
- 1830 год — Черкесия — конфедерация племен Северо-Западного Кавказа, управляемая органом народного представительства племен — Хасэ, с 1861 года — Черкесским Парламентом (Лъэпкъ Тхьэрыlуэ Хасэ), размещавшимся в долине реки Сочи (Шачэ). Парламент имел всенародное представительство и решал важнейшие государственные вопросы (предшественник современных парламентов).

## Границы Зихии
Локализация некоторых объектов неясна. Ю. Н. Вороновым ранее было предложено обратить внимание на вышеуказанное сообщение Константина Багрянородного, так как 1 миля = 1481,5 м, то протяженность Зихии, находящейся, по Константину, между реками Укрух и Никопсис, составляет 445 км, а Авасгии (Абхазия) — тоже 445 км, то есть общая их протяженность оказывается чуть большей, чем расстояние от Анапы до Трапезунда (около 800 км). Таким образом, отмечает Воронов, Никопсия должна находиться между современной Гагрой и Адлером, а Сотириуполь — не в секторе Сухум — Пицунда (как считали Ю. Кулаковский, З. Анчабадзе и др.), а в районе Трапезунда. Тем самым границы Авасгии в X в., по Константину, простирались вплоть до Трапезунда. Никопсия предположительно идентифицируется с городом Нафсай, известным по «Житию Або Тбилели», локализуемым в районе современного Гантиади (Цандрипш).

## Христианский период истории Черкесии

### Христианские предания о посещении Зихии апостолами
Одно из первых упоминаний зихов (зикхов, чигов, циков или джиков — таковы разнообразные транскрипции данного этнонима) осталось в историографии благодаря церковным преданиям, согласно которым первые семена христианства были занесены в Зихию ещё в I веке, благодаря апостольской деятельности святых Андрея Первозванного и Симона Кананита.

### Период православный

#### Абазгийская епархия
В позднеримское и ранневизантийское время на территории современной Абхазии, в то время — эллинизированной Абазгии, существовала Абазгийская епархия Константинопольского Патриархата.

Возглавлялась архиепископом. Кафедра находилась в древнем Севастополисе (современный Сухум); крупным опорным центром был Питиунт (Пицунда). Включала в себя ряд мелких епископий: Анакопийскую и другие.
Сведения о епархии отрывочны; питиунтские архиепископы упоминаются со времени Первого вселенского собора (325), а севастополисские — Халкидонского (451). В 407 году по пути в Питиунт умер Иоанн Златоуст. В VIII веке Абазгийская епархия попала под грузинское влияние (как и сама Абазгия, ставшая Абхазским царством) и была преобразована в Абхазский католикосат.
В первой половине IX века Абазгийская епархия входила в Никопскую епархию.

#### Никопская епархия
Всего в Зихии известны четыре древние епархии, имевшие центры в Зихо́поле (Ζυγόπολις) или Зихи́и (Ζιχία), в Фанагории, Ни́копсисе (Νίκοψις) и Тама́тархе. Вероятно епархии в Зихополисе и Фанагории в скором времени были упразднены. По меньшей мере упоминания о них в позднее время не встречаются.
Первое упоминание о Зихийском епископе относятся к первой трети VI в. Известно, что епископ Зихии Дамиан (Δομιάνος Επίσκοπος Ζικχίας) участвовал в работе Константинопольского собора 536 года вместе с епископом Боспора Иоанном.
В нотициях VII−VIII веков епархиями Зихии (επαρχία Ζηκχίας) названы три автокефальные архиепископии: Херсонская, Боспорская (επαρχία της αυτής (то есть Ζηκχίας) ο Βοσπόρου) и Никопская (επαρχία της αυτής ο Νικόψεως), хотя, как утверждает Ю. А. Кулаковский, собственно епархией зихов из перечисленных могла быть названа только Никопсийская.
С Никопсисом церковь связывает предание об апостольской проповеди в землях Восточного Причерноморья учеников Христа Андрея Первозванного и Симона Кананита. Никопсис упоминается в «Житии апостола Андрея Первозванного», написанного Епифанием Монахом, совершившем паломничество по местам апостольской деятельности святого, в 20−30-е годы IX в. Согласно «Житию», Симон Кананит был убит зихами (черкесами) в Никопсисе в 55 году.
Упоминание о Зихийской епархии есть в житии Стефана Сурожского, составленного, по всей видимости, в скором времени после преставления святого, то есть во второй половине VIII века. Зихийская епархия упомянута, как место свободное от иконоборчества. Это «северные склоны Эвксинского понта (Чёрного моря), побережные области, лежащие по направлению к Зихийской епархии». 
С конца X века и до конца XI существует объединённая архиепископия Таматархи и Зихии с центром в Таматархе. Однако при императоре Алексее I Комнине (1081−1118) и патриархе Евстратий (1081−1084) кафедры вновь были разделены, при этом центром Зихийской архиепископии стал Никопсис. Впоследствии епархии были вновь объединены в архиепископию Зихии и Матрахи. Епархиальным центром остался Никопсис.
В конце XIII века статус Зихийской епархии был повышен до митрополии. Так как с 1318 года в источниках упоминается самостоятельный митрополит Зихии с титулом «Зихо-Матархского». Последние сведения о митрополите Зихии и Матархи «преосвященном» Иосифе относятся к 1396 г.

#### Зихийская епархия
Всего в Зихии известны четыре древние епархии, имевшие центры в Зихо́поле (Ζυγόπολις) или Зихи́и (Ζιχία), в Фанагории, Ни́копсисе (Νίκοψις) и Тама́тархе. Вероятно епархии в Зихополисе и Фанагории в скором времени были упразднены. По меньшей мере упоминания о них в позднее время не встречаются.
Первое упоминание о Зихийском епископе относятся к первой трети VI в. Известно, что епископ Зихии Дамиан (Δομιάνος Επίσκοπος Ζικχίας) участвовал в работе Константинопольского собора 536 года вместе с епископом Боспора Иоанном.
В нотициях VII−VIII веков епархиями Зихии (επαρχία Ζηκχίας) названы три автокефальные архиепископии: Херсонская, Боспорская (επαρχία της αυτής (то есть Ζηκχίας) ο Βοσπόρου) и Никопская (επαρχία της αυτής ο Νικόψεως), хотя, как утверждает Ю. А. Кулаковский, собственно епархией зихов из перечисленных могла быть названа только Никопсийская.
С Никопсисом церковь связывает предание об апостольской проповеди в землях Восточного Причерноморья учеников Христа Андрея Первозванного и Симона Кананита. Никопсис упоминается в «Житии апостола Андрея Первозванного», написанного Епифанием Монахом, совершившем паломничество по местам апостольской деятельности святого, в 20−30-е годы IX в. Согласно «Житию», Симон Кананит был убит зихами (черкесами) в Никопсисе в 55 году.
Упоминание о Зихийской епархии есть в житии Стефана Сурожского, составленного, по всей видимости, в скором времени после преставления святого, то есть во второй половине VIII века. Зихийская епархия упомянута, как место свободное от иконоборчества. Это «северные склоны Эвксинского понта (Чёрного моря), побережные области, лежащие по направлению к Зихийской епархии». 
С конца X века и до конца XI существует объединённая архиепископия Таматархи и Зихии с центром в Таматархе. Однако при императоре Алексее I Комнине (1081−1118) и патриархе Евстратий (1081−1084) кафедры вновь были разделены, при этом центром Зихийской архиепископии стал Никопсис. Впоследствии епархии были вновь объединены в архиепископию Зихии и Матрахи. Епархиальным центром остался Никопсис.
В конце XIII века статус Зихийской епархии был повышен до митрополии. Так как с 1318 года в источниках упоминается самостоятельный митрополит Зихии с титулом «Зихо-Матархского». Последние сведения о митрополите Зихии и Матархи «преосвященном» Иосифе относятся к 1396 г.

### Период католический

#### Предыстория
В XII веке на Кавказе появились первые католические миссионеры.
Еще в 1192 году император Византии Исаак Ангел возобновил прежнюю привилегию итальянских купцов-генуэзцев, позволив им посещать все земли своей державы, «включая Русь и Матраху». Матраха — старинное поселение на Таманском полуострове, которым в разное время владели, по-разному его именуя: византийцы — Таматарха, русские — Тмутаракань, итальянцы — Матрега. Вслед за купцами на эту окраину Северного Кавказа пришли клирики.
Достоверно известно, что венгерские доминиканцы (брат Юлиан) в 1236 году отправились за Волгу на поиски прародины мадьяр Великой Венгрии. Они высадились именно в Матреге, поскольку отсюда были проложены давние пути и на Русь, и на Волгу, и на Дербент. В XIII в. доминиканцы основали монастырь в Тифлисе — именно через них первые известия о жителях Северного Кавказа достигли Европы.
К 1288 году относится известие о гибели двух францисканцев в «Каспийских горах». Однако, современный французский историк Ж. Ришар всё же остерегается относить этот факт к Дагестану: ведь по одной версии, убийцами их были аланы, другая относит это к Иберии, то есть Грузии (округ Каспи). Но в то же время Марко Поло (конец XIII в.) упоминает о генуэзских кораблях на Каспии, которые «стали плавать сюда недавно», торгуя гилянским шёлком. И вряд ли при этом Дербент не привлек их внимания.
В 1261 году, после того как Византия разрешила селиться здесь генуэзцам, на побережье Крыма и сегодняшнего российского Чёрного моря стали возникать генуэзские колонии. В своих колониях генуэзцы строили католические храмы. Центром миссионерской деятельности католической церкви в данном регионе стал город Каффа. На черноморском побережье Кавказа в средние века существовало около 40 селений генуэзцев, самыми большими среди которых были Матрега, Мапа, Батияр и Копа.
Тем временем, в соседних странах всё больше распространялась проповедь католицизма. Всё больше генуэзских и венецианских колоний возникало в Крыму, а затем и на кавказском берегу от Сухума до устья Дона. На южной окраине Закавказья ильхан Абу-Саид (1317—1335) из монгольской династии Хулагу-хана, правившей Ираном и сопредельными землями, дал согласие папе Иоанну XXII основать в своей столице Султании католическое архиепископство.
В этот период, в 1315 году другое католическое епископство (архиепископство) возникло на Нижней Волге в Сарае, — столице соседней Золотой Орды, — который к тому времени с 1261 года уже был центром новообразованной Сарайской епархии Русской православной церкви.
Миссионерская деятельность католиков ширилась, успех их проповеди закреплялся созданием своеобразных «опорных пунктов» — церковных миссий, называемых в исторических трудах «епископскими центрами». Некоторые из них вплотную примыкали к пределам Кавказа: с юга — в Тебризе, Мараге, Серабе, Тифлисе, а с севера — в Тане (устье Дона).

#### Матрегская епархия
В XIV веке на Таманском полуострове была образована Матрегская католическая епархия, епископом которой был черкес (адыг).

В 1404 году, повествуя о Черкесии, в своей книге Иоанн де Галонифонтибус сообщал:
Хорошо известно, как черкесский дворянин <известный впоследствии как Иоанн Зихский> был продан в Генуе, где он прошёл обучение, и когда он освободился от рабства, то стал францисканцем и в конце концов Святой престол посвятил его в архиепископы епархии этой страны. Здесь он жил и долго удерживал свой приход, обращая в христианство многих своих соотечественников.
Автор книги допустил одну ошибку: автор, причисляет к доминиканскому ордену и Иоанна Зихского, но, как заметил исследователь этих записок Л. Гарди, Иоанн Зихский был францисканцем, что следует из буллы Папы Климента VI.
В 1330 году в католицизм были обращены некоторые черкесские князья. Католиком был адыгский князь Миллен (Верзахт). С ним Папа Римский поддерживал связи с 1329 по 1333 год.
В 1346 году в Зихии первым католическим епископом был назначен францисканец Иоанн (Иоанн Зихский фр. Jean de Ziquie, по происхождению черкес).
21 февраля 1349 года в Авиньоне Жан де Зики был произведен Папой Римским в сан архиепископа.
В 1358 году архиепископу Иоанну Зихскому даны полномочия облекать саном епископа. К этому моменту уже существовал епископский центр в Маппе (Анапе).
Иоанн Зихский докладывает римской курии, что его «провинция» распространяется до Железных Ворот, откуда «на расстоянии восьми дней пешего хода нет другого епископства латинского обряда».
В 1363 году возникла необходимость разграничить пределы парафий Таны и Маппы. Они принадлежали к разным архиепископствам (Сарая и Матреги), что вызвало необходимость разграничения, как результат выделение особого «епископства Каспийских гор» (дата не известна, но в 1363 г. оно уже действовало).
Тридцать лет спустя, в 1376 году в Матреге умер архиепископ Иоанн Зихский.
В дальнейшем титулярными епископами Матрегскими номиновались следующие иерархи католической церкви:
- Теофил Матуленис (Литва) — епископ Матрегский с 1928 по 1943 год, в дальнейшем — епископ Кашядорский
- Рафаель Гонзалес Эстрада (Гватемала) — епископ Матрегский с 1944 по 1994 годы.

#### Френккардаши
В результате миссионерской деятельности католической церкви в XII−XV веках и смешанных браков жителей генуэзских колоний черноморского побережья с местными жителями возникла этноконфессиональная группа черкесов «френккардаши», которая получила название от католических монахов-францисканцев, занимавшихся миссионерской деятельностью в Зихии. По своей религиозной принадлежности френккардаши были католиками.
Кафинский префект Генуэзской республики Д’Асколи послал к адыгам миссионера Д. де-Лукка, которому адыгская аристократия оказало почтение и согласилась принять католических миссионеров. По словам Д’Асколи, у адыгов (черкесов) не было церквей. Их шогены (священники), научившись немного читать по-гречески, исправляли у черкесов духовные требы христианских обрядов.
В 1475 году Каффа была взята турками. Постепенно турки завладели остальными генуэзскими колониями черноморского побережья. Влияние католической церкви при турецком владычестве стало постепенно ослабевать. Общины френккардашей оставались без попечения католических священников, часть уехала в Геную, остальные растворились среди местного населения.
Последнее упоминание о френккардашах, проживавших в Северном Причерноморье, датируется 1673 годом.

##### Френккардаши под Эльбрусом
Фредерик Дюбуа де Монпере в своей книге «Путешествие вокруг Кавказа» сообщал следующее:
«Со временем правления Инала связано другое предание; оно было рассказано мне генералом Энгельгардтом в Пятигорске; позднее я нашел его у только что названных авторов, но расскажу то, что слышал.

Франки или генуэзцы обитали по всем долинам северного подножья Кавказа и находились в мире и дружбе с жителями этой страны. Жилища франков заполняли главным образом долину Кисловодска, распространяясь даже за рекой Кубанью. Один из вождей франков полюбил жену кабардинского вождя и просил кабардинца уступить ему её, но кабардинец и слышать не хотел об этом. Между тем жена кабардинца, быть может, любившая франка или, скорее, движимая желанием послужить родине, посоветовала своему мужу уступить её франку, но с тем, чтобы он исполнил все условия, которые предложат ему на третий день после свадьбы. Франки собрались с кабардинцами в церкви за рекой Кубанью, напротив Камары; здесь их вожди принесли взаимную клятву. Затем они повторили эту клятву перед языческими идолами кабардинцев. Наступил третий день, и кабардинский вождь объявил свои условия: он потребовал, чтобы франки удалились за Кубань, что они и вынуждены были исполнить. Часть их ушла к подножию Эльбруса, где они забыли и свою веру и своё происхождение.»

Из записок коменданта Дербентской крепости времён царя Петра I немца Гербера:
Кубетинцы «имеют своё происхождение от генуэзцев, потому что в разговорах и песнях находим слова генуэзские, вещи под штемпелем оных, и пушки под генуэзским гербом, и притом кубетинские женщины и поныне на печеных хлебах делают крест, хотя и не знают, для чего».
Согласно сочинения «Письма о Грузии» грузинского историка Луки Исарлова жители дагестанского аула Кубачи называли себя потомками франков.
«[В 1830-х годах] кобачинцы часто приезжали в Тифлис к католическому префекту, патеру Филиппу, как к французскому священнику, рекомендуя себя потомками франков. … Они показывали патеру Филиппу старинные рукописи, писанные на пергаменте, объясняя, что эти пергаменты остались от их предков, франков, что религия их была того народа, на языке которого писаны эти пергаменты, сохраняемые ими, как святыни, хотя они сами стали уже мусульманами. Рукописи были писаны на латинском языке. Главноуправляющий барон Розен, к которому кобачинцы являлись часто, расспрашивал их через … лезгинского переводчика. Он намерен был отправить к ним … патеров … для обращения кобачинцев в христианство; но это не состоялось».

##### Френккардаши в Крыму
В 1634 году доминиканец Эмиддио Доттелли Д’асколи сообщал о дальнейшей истории френккардаши следующее: «Иные же (френккардаши) остались при дворе хана, даровавшего им селение, называемое Сивурташ (Sivurtasc), то есть остроконечный камень, которое до сих пор существует и заметно издали. Хан дал им также бея той же национальности, называвшегося Сивурташ-беем. Хан очень дорожил ими и отправлял их в качестве послов в Польшу и к другим христианским государям; сделал их всех спагами (spaha), то есть придворными дворянами. Со временем бей перешёл в магометанство, многие последовали его примеру. Сивурташ находится на близком расстоянии от ханского дворца, потому приезжавшие к хану знакомые или родственники чиркасы уходили затем к немногим христианам, оставшимся в Сивурташе, и сильно стесняли тех, а потому они, 30 лет тому назад, со всеми семьями, переселились в Феччиалу (Нижняя Фоти-Сала или Ашагы-Фоти-Сала), на полдня пути далее, но в стороне, в прелестной местности, орошённой рекой, с источниками вкуснейшей воды и изобилием плодов».
Последнее надгробье старого кладбища с надписями на итальянском языке (местное название Френк-мезарлык — кладбище франков) датировано 1685 годом.
К концу XVII века потомки генуэзцев и френккардаши растворились среди местного христианского населения, переняв язык и религию крымских греков (румеев и урумов). Уже через век русские войска под командованием Суворова выселили крымских греков в Приазовье, те крымские греки, которые не хотели покидать Крым, перешли в ислам, став составной частью крымскотатарского этноса.

## Ислам
Распространение ислама в Черкесии началось с XIV—XV веках, под влиянием Золотой Орды, а позже — Османской империи, однако окончательно мусульманство на Северо-Западном Кавказе утвердилось в XVII—XVIII веках.

В XVI веке английский путешественник Эдмунд Спенсер, совершавший путешествие к берегам Кавказа, цитирует высказывание черкесов об османском султане: 
Черкесская кровь течет в венах султана. Его мать, его гарем — черкесские; его рабы — черкесы, его министры и генералы — черкесы. Он глава нашей веры, а также нашей расы.

Процесс принятия ислама адыгами был поэтапным. Черкесы времен Спенсера признавали религиозный и политический авторитет османского султана, тогда как черкесы XV века никого не ставили выше себя и своих амбиций. Эти же взгляды отражены в сочинении придворного хрониста аз-Захири (1372—1468) об устройстве государства черкесских мамлюков, где постулируется тезис о приоритете черкесов в исламском мире: 
Суть дела в том, что по истине на титул султана имеет право только владетель Египта, да поможет ему Бог; он теперь стоит выше всех царей и самый благородный из них…
Первыми ислам из всех черкесских этнографических групп приняли те, которые проживали на Черноморском и Азовском побережьях. Это хегаки (шегаки), жанеевцы, натухайцы, и бжедуги. Вторым эшелоном ислам приняли черкесские субэтносы в степях и предгорьях Северного Кавказа: хатукайцы, мамхеги, махошевцы, темиргоевцы, бесленеевцы и кабардинцы. Наконец, последним эшелоном стали убыхи, шапсуги и абадзехи, которые занимали среднюю часть страны. Первыми приверженцами новой конфессии стала адыгская аристократия.

Внешняя информация о приоритете мусульманской религии в Черкесии впервые появляется в первой половине XVII века. Итальянский монах-доминиканец Джиованни Лукка писал: 
Одни из них магометане, другие следуют греческому обряду, но первых больше.

Французский военный наблюдатель Фонвилль, побывавший в Черкесии в 1864 году, писал:
Когда наступал час их молитвы, черкесы прежде всего совершали омовение, раскладывали бурки по палубе и затем становились в ряд; один из них читал несколько молитв из Корана, остальные повторяли за ним в голос и при этом падали ниц. Церемония эта повторялась по нескольку раз в день; они никогда не забывали своих религиозных обрядов, и каковы бы ни были время и обстоятельства, они непременно молились в назначенные часы.

В политике суждения их были чрезвычайно оригинальны. Черкесы вполне были убеждены, что Турция — это самая большая, самая населенная и наиболее могущественная держава; о султане турецком они иначе не говорили, как с знаками особого уважения, доходящего до поклонения.

В 1830 году Султан Хан-Гирей констатировал: 
Единственное вероисповедание черкесских племен — есть магометанское, суннитской секты. Беспокойный образ жизни черкесов причина тому, что они слабо исполняют обряды, сею религией предписываемые, хотя и многие из них готовы отдать жизнь за малейшее оскорбление своего исповедания. Случалось мне видеть между ними людей, превосходящих и самих турок религиозным фанатизмом и прилежанием к исполнению правил вероисповедания, которым духовенство учит их.
Шора Ногма писал: 
Адиль-Гирей Атажукин с эфендием Исхаком Абуковым, бывший сам в молодые годы муллой, ввел между кабардинским народом шариат, по которому преступники все без изъятия (т. е. — без различия сословной принадлежности), по степени важности преступления, подвергались смертной казни и телесному наказанию. Установление этого положения принесло большую пользу народу; каждый боялся совершить что-либо противозаконное.
Ислам в Черкесии стал идеологическим оружием Кавказской войны. Целью шариатского движения являлось единение всех социальных слоев. Во главе этого движения стояли сами князья. Ради объединения всех сил для борьбы с Россией, князья Кабарды пошли на самые радикальные меры, отказавшись от своих обычных привилегий, а также обещали крестьянам землю и свободу. Предвестником шариатского движения можно считать Дола, князя из Малой Кабарды, который командовал вооружёнными силами Шейха Мансура. Важную роль в шариатской реформе в Черкесии сыграли в 1840-х годах три наиба Шамиля: Хаджи-Мухаммед, Сулейман-Эфенди и Мухаммед-Амин.

В 1841 году на реке Пшеха состоялось крупное собрание черкесов, в котором участвовали абадзехи, убыхи и шапсуги. На этом собрании был принят договор, получивший название «Дефтер» (с турецкого «лист»). Главное кредо данного мероприятия нашло своё отражение в преамбуле договора: 
Мы хотим помочь всем неустройствам нашего края и не делать зла друг другу.

«Дефтер» состоял из шести статей, посвященных правовым вопросам внутри черкесского общества, отношениям с дружественными народами, проблемам обороны страны и защиты собственности горцев. Первый пункт «Дефтера» гласил:
Наша первая обязанность есть строгое выполнение шариата. Всякое другое учение должно быть оставлено и отвергнуто, все преступления должны быть судимы не иначе, как по Корану.
Наибольшего успеха религиозные реформаторы добились в таких провинциях Черкесии, как Кабарда, Натухай, Бжедугия и Абадзехия. В целом, ислам стал идеологической базой консолидации черкесских обществ конца XVIII — первой половины XIX веков, в борьбе против экспансии Российской империи.
Правовые, обрядовые установления мусульманской религии отразились в культуре адыгов, в его песнях и фольклоре. Исламская этика стала составляющей самосознания черкесского народа, его религиозной самоидентификации.

## Кавказская война
В XVIII веке начинается экспансия Российской империи на Северном Кавказе. В 1763 году на левом берегу Терека основана крепость Моздок и построена укреплённая пограничная линия до крепости Кизляр, что вызвало недовольство кабардинских феодалов. В том же году в Санкт-Петербург было отправлено кабардинское посольство, но переговоры с императрицей Екатериной II не дали положительных результатов. С 1763 года на Кавказе начинают происходить вооружённые столкновения черкесов с русскими войсками. К началу 1820-х годов Россия начала активные военные действия на центральном и Северо-Восточном Кавказе и к 1828 году завоевала Кабарду.

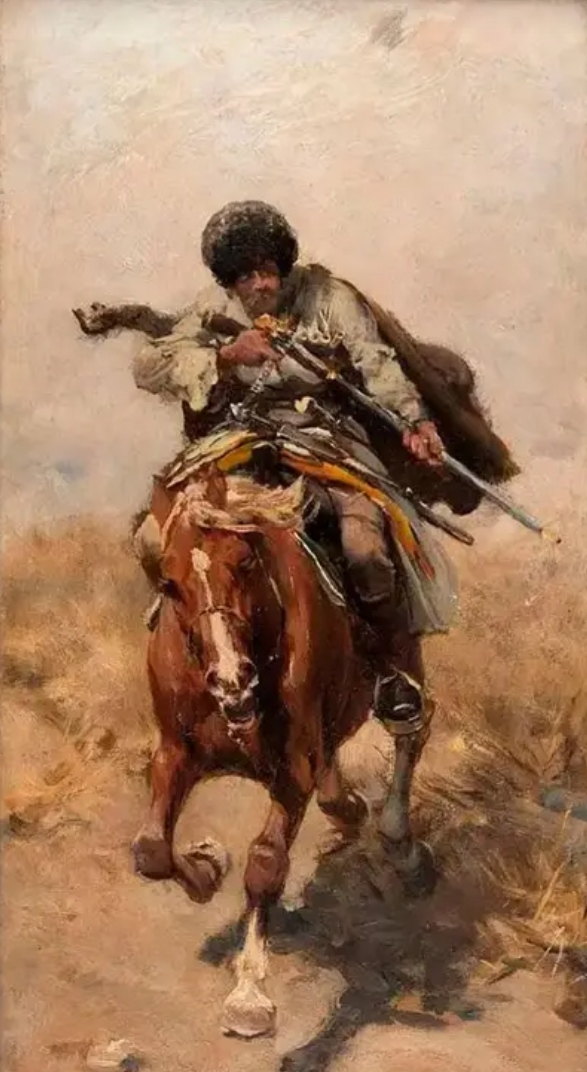
Черкес стреляет из винтовки с коня на скаку. Худ. А. Веруш-Ковальский, 1895 год.

С окончанием русско-турецкой войны 1828—1829 годов и подписанием Адрианопольского мира, перед русской администрацией на Кавказе встаёт вопрос об окончательном подчинении Западного Кавказа. Для изоляции закубанских черкесов, в 1837—1839 годах на черноморском побережье русские основывают укреплённую линию. Но сопротивление закубанских черкесов не ослабевало. Русские гарнизоны Черноморский линии фактически оказались в блокаде, между морем и горами. В 1840 году горцам даже удалось захватить несколько крепостей Черноморский линии. В 1854 году, во время Крымской войны, Черноморская линия была демонтирована.
После подписания в 1856 году Парижского трактата, завершившего Крымскую войну, и завоевания в 1859 году Северо-Кавказского имамата, русские войска начинают активные боевые действия на Западном Кавказе. Сопротивление закубанских черкесов продолжалось до 21 мая 1864 года, когда пал их последний оплот — Кбаада.
Упорное сопротивление черкесов русскому завоеванию отмечено многими участниками Кавказской войны, а также её современниками и историками последующей эпохи.

Подполковник Черноморского казачьего войска И. Д. Попко:
С первого раза казачья конница должна была уступить коннице черкесской,и потом никогда уже не была в состоянии взять над ней преимущество, ни даже поравняться с нею.

Воевавший на стороне черкесов поляк Теофил Лапинский: 
Русские солдаты, поседевшие на войне с горцами, рассказывали мне, что этот ужасный крик (боевой клич черкесов), повторяемый тысячным эхо в лесу и горах, вблизи и вдали, раздающийся со всех сторон, спереди и сзади, справа и слева, пронизывает до мозга костей и производит на войска впечатление более неприятное, чем свист пуль.
Русский поэт М. Ю. Лермонтов в поэме «Измаил-Бей»:
Но отдохнуть черкесы не дают;

То скроются, то снова нападут.

Они, как тень, как дымное виденье,

И далеко и близко в то ж мгновенье.

Историк В. А. Потто:
В кабардинцах русские нашли весьма серьёзных противников, с которыми надо было считаться. Влияние их вообще на Северный Кавказ было огромно и выражалось ясно в рабском подражании окружающих народов их одежде, вооружению, нравам и обычаям. Ингуши, осетины, чеченцы отправляли своих детей в Кабарду учиться приличиям и этикету, и фраза: «Он одет», или «Он ездит, как кабардинец», — звучала величайшей похвалой в устах соседнего горца. Благородный тип кабардинца, изящество его манер, своеобразное умение держать себя в обществе действительно поразительны, и уже по одному наружному типу можно узнать кабардинца.
После завоевания Западного Кавказа, большая часть черкесов (по некоторым данным XIX века — несколько сотен тысяч) была депортирована или вынуждена переселиться в Османскую империю, часто из-за давления русской администрации. В настоящее время большая часть черкесов (адыгов) проживает за пределами исторической родины.
На территории Западной Черкесии была образована Кубанская область. Восточная Черкесия (Кабарда) вошла в состав Терской области.

## В СССР
В СССР Черкесия стала частью Кабардино-Балкарии, Карачаево-Черкесии, Адыгеи и Краснодарского края, а также частично Ставропольского края (южная часть), Республики Северная-Осетия (Алания) (северная часть) и Республики Ингушетия (северная часть).

## Постсоветский период
Во времена парада суверенитетов и распада СССР были попытки разделения Карачаево-Черкесии и провозглашения Черкесии отдельной республикой с перспективой ирредентистского объединения с также населёнными адыгским народом Адыгеи и Кабарды, которая могла выделиться при разделении Кабардино-Балкарии. При этом Черкесский Конгресс предполагал в перспективе объединить все земли, исторически принадлежавшие Черкесии и/или населённые черкесами — Адыгея, кабардинская (северная) часть Кабардино-Балкарии, черкесская (северная) часть Карачаево-Черкесии — под названием Адыгская Республика или Республика Черкесия.
После того как карачаевцами была провозглашена своя Карачаевская Советская Социалистическая Республика, 27 октября 1991 года съезд черкесских депутатов всех уровней также провозгласил Республику Черкесия.
После многодневных многотысячных митингов 3 декабря 1991 года постановлением Верховного Совета Карачаево-Черкесии было принято обращение к федеральному центру о признании отдельных республик.
В январе 1992 года Президент России Б. Н. Ельцин готов был признать разделение Карачаево-Черкесии и внёс на рассмотрение в ВС РСФСР проекты законов «О восстановлении Карачаевской автономной области и Черкесской автономной области в составе Российской Федерации».
После референдума 28 марта 1992 года, на котором большинство населения Карачаево-Черкесии высказалось против разделения, разделение узаконено не было, и Черкесия осталась частью Карачаево-Черкесии (с 16 октября 1992 года — Карачаево-Черкесская Республика).

## Комментарии
1. ↑  Подробнее о Рубруке и его труде см. здесь
2. ↑  Кафа (Каффа), сегодня — Феодосия.
3. ↑  Сегодня — Тамань.
4. ↑  Сегодня — Анапа.
5. ↑  Сегодня — Новороссийск.
6. ↑  Сегодня — Славянск-на-Кубани.